# Abbenstein
Der Abbenstein (auch Abbestein) im Harz ist eine 769 m ü. NHN hohe Erhebung nahe Torfhaus im gemeindefreien Gebiet Harz des Landkreises Goslar in Niedersachsen.

## Geographie

### Lage
Der Abbenstein liegt im Oberharz im Nationalpark Harz, an den sich etwas nördlich der Erhebung der Naturpark Harz anschließt. Er erhebt sich 2,5 km nordöstlich von Torfhaus, einem Ortsteil der Bergstadt Altenau. In östlichen Richtungen fällt die Landschaft in das Tal der Ecker mit dem nordöstlich gelegenen Eckerstausee ab, nach Südsüdosten leitet sie über das Tal der Abbe zum Quitschenberg (881,5 m) und nach Südwesten über jenes der Radau zu den Lerchenköpfen (821 m) über. Auf der Nordflanke des Abbensteins entspringt der kleine Ecker-Zufluss Fuhler Lohnbach.

### Naturräumliche Zuordnung
Der Abbenstein liegt in der naturräumlichen Haupteinheitengruppe Harz (Nr. 38) auf der Grenze der Haupteinheit Hochharz (381) mit der Untereinheit Torfhäuser Hügelland (381.1) im Süden zur Haupteinheit Oberharz (380) mit der Untereinheit Radautal (380.5) im Nordwesten sowie der Untereinheit Nördliches und Östliches Brockenvorland (380.6) und deren Naturraum Nördliches Brockenvorland (380.60) im Nordosten.

## Geologie
Die Granitklippe entstand vor ca. 280 Millionen Jahren im Karbon durch vulkanische Aktivität. Flüssiges Granit aus den Magmakammern der Lithosphäre drängte nach oben. Noch bevor das aus Grauwacke bestehende Deckengebirge durchstoßen wurde, erstarrte das flüssige Gestein in der Nähe der Erdoberfläche. Im Laufe der Zeit wurde das ursprüngliche Deckgebirge abgetragen und auch das Granit der Verwitterung preisgegeben. Heute lässt sich am Abbenstein die harztypische Wollsackverwitterung beobachten.

## Schutzgebiete
Auf dem Abbenstein liegen Teile des Fauna-Flora-Habitat-Gebiets Nationalpark Harz (Niedersachsen) (FFH-Nr. 4129-302; 157,7 km² groß) und des Vogelschutzgebiets Nationalpark Harz (VSG-Nr. 4229-402; 155,59 km²). Bis auf seinen Nordhang reichen Teile des Landschaftsschutzgebiets Harz (Landkreis Goslar) (CDDA-Nr. 321402; 2001 ausgewiesen; 389,75 km²).

## Wandern
An der Westseite des Abbensteins, der noch im 19. Jahrhundert ein Ausflugsziel in der Waldeinsamkeit war und dessen nördliche Flankenteile Felsklippen aufweisen, verläuft der historische Kaiserweg. Die Erhebung ist zum Beispiel auf diesem Weg zu erreichen, weil dorthin keine Straßen führen.